# Carlos Leão

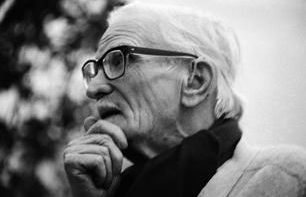
Retrato de Carlos Azevedo Leão, sem data

Carlos Azevedo Leão (Rio de Janeiro, 1906 - Rio de Janeiro, 	29 de janeiro de 1983) foi um arquiteto, pintor, aquarelista e desenhista brasileiro.

## Biografia
Formou-se pela Escola Nacional de Belas-Artes  em 1931. Foi amigo e sócio no escritório de arquitetura de Lúcio Costa, com o qual participa, entre 1937 e 1943, do projeto de construção do icônico prédio modernista do Edifício Gustavo Capanema, então Ministério da Educação e Cultura, na cidade do Rio de Janeiro. Ainda como arquiteto trabalharia com Oscar Niemeyer e Affonso Eduardo Reidy.
Trabalhou com Gregori Warchavchik, famoso arquiteto ucraniano que construiu em São Paulo a casa modernista, uma das primeiras manifestações surgidas no Brasil do estilo moderno na arte de construir.
Apesar de sua juventude boêmia, tendo a amizade de Vinicius de Morais; Carlos Leão passou grande parte de sua vida recluso no interior do estado do Rio de Janeiro, na cidade de Valença, onde montou seu atelier de pintura na fazenda da família.
Pintava desde criança por influência de sua mãe. Excepcional desenhista, segundo José Roberto Teixeira Leite, dedicou-se à pintura, em trabalhos a óleo, aquarela, guache e monotipia. Seu tema constante foi a mulher, seu corpo, sua graça, sua natural sensualidade.
Como desenhista, ilustrou livros e publicações de  Vinicius de Moraes (Poemas, Sonetos e Baladas, de 1946), e de Carlos Drummond de Andrade (Boca de Luar, de 1980; e Amor, Amores); além do álbum Homenagem a Manuel Bandeira - Cinquentenário do Poeta de  Maximiano de Carvalho e Silva.